# 패트릭 캐시디

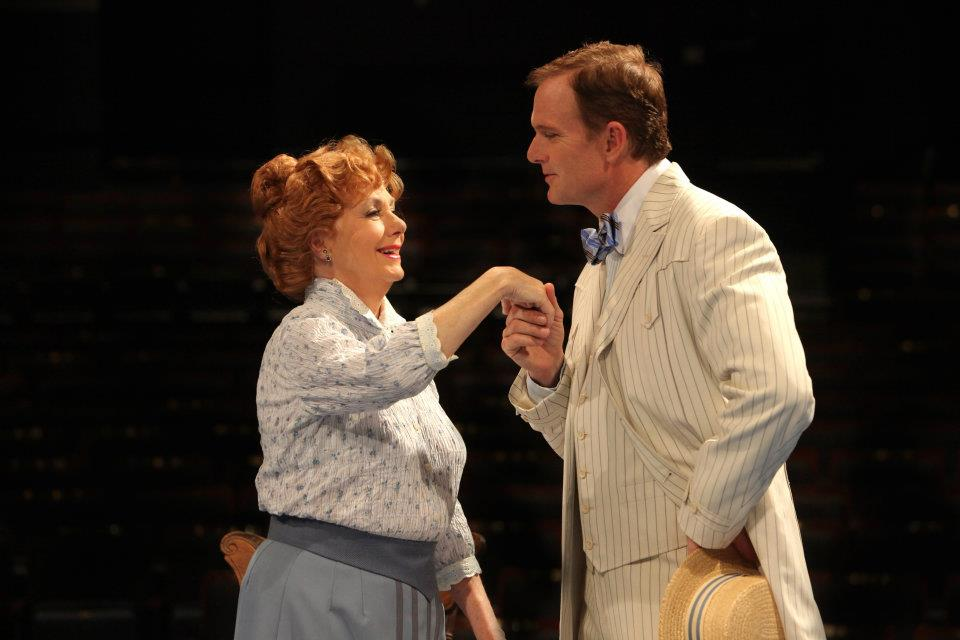

패트릭 캐시디(Patrick Cassidy, 1962년 1월 4일 ~ )는 미국의 배우이다.
로스앤젤레스에서 태어났다.

## 출연 작품
- 그들만의 부모 가이드 (2013년)
- 라스트베가스 (2013년)
- 세이프 헤이븐 (2013년)
- 킬 더 아이리쉬맨 (2011년)
- 일라이 (2010년)
- 더 툼 (2009년)
- 윗치 마운틴 (2009년)
- 생튜에리 - 리사 제라드 (2006년) - 본인 역
- 프론트 라인 (2006년)
- 체 게바라 (2005년)
- 톡시 묵시록 (2002년) - 본인 역
- 한니발 (2001년)
- 엽기 영화 공장 (1999년)
- 기적의 생존자 (1998년)
- 블라인드 러브 (1997년)
- 하우 더 웨스트 워즈 펀 (1994년)
- 히틀러의 딸 (1990년)
- 오랜 친구 (1989년)
- 마녀의 심판 (1987년)
- 크리스마스 이브 (1986년)
- 도박꾼(영어판) (1985년)
- 저스트 더 웨이 유 알 (1984년)
- 악녀의 저주 (1981년)

### 텔레비전
- 스몰빌 (2001년)
- 공포의 별장 (2004년)
- 사랑의 유람선 (1977년)